# 세야시

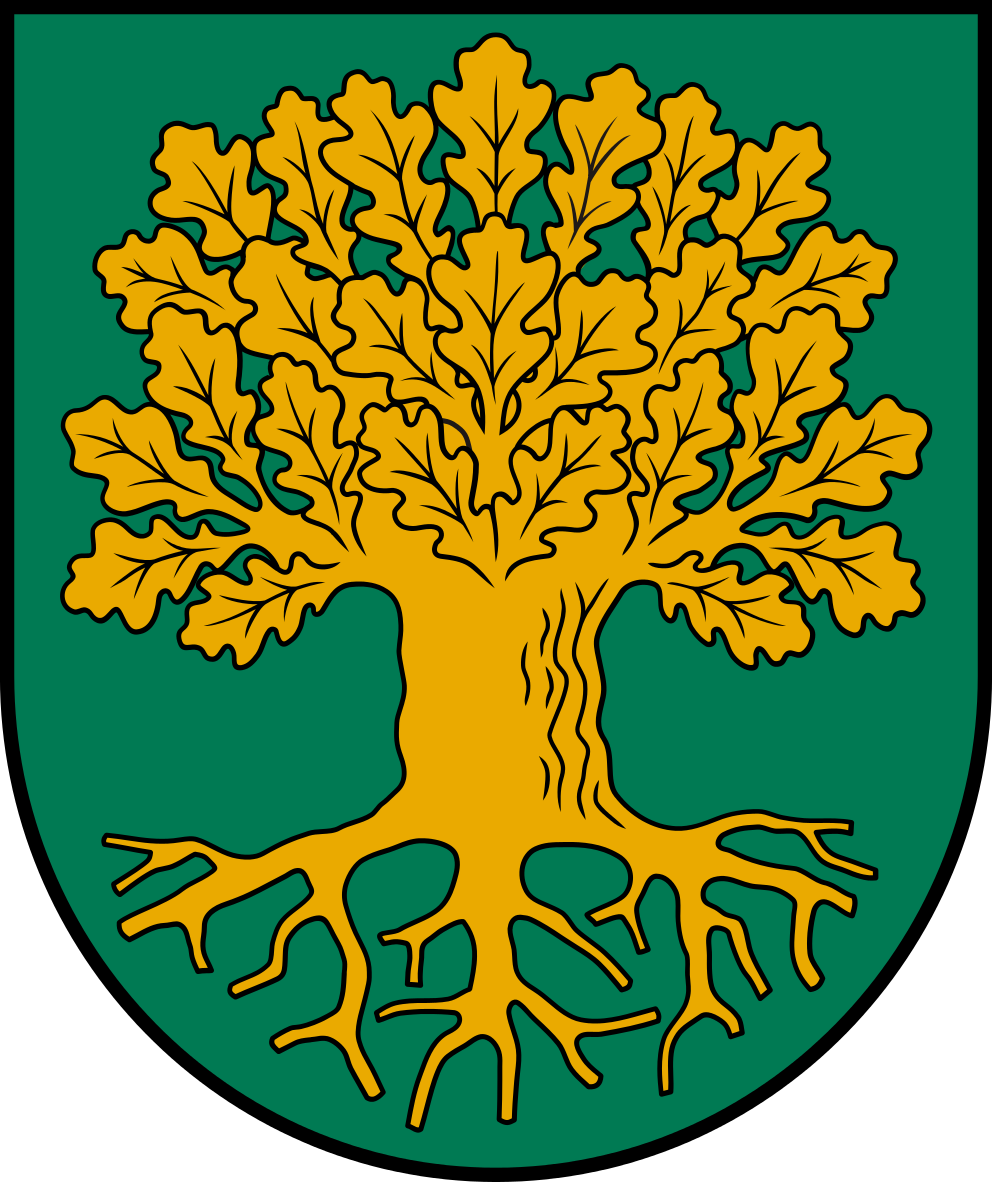
시 문장

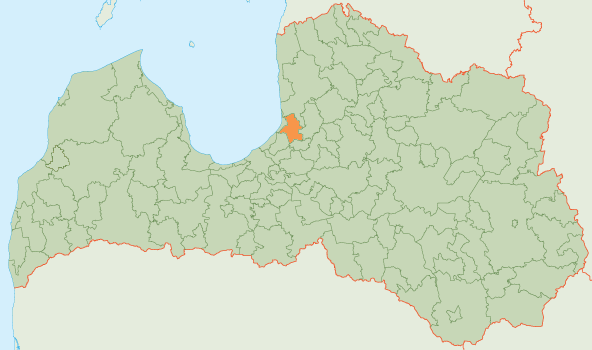
세야 시의 위치

세야시(라트비아어: Sējas novads)는 라트비아의 지방 자치체로 행정 중심지는 로야이며 면적은 227.9km2, 인구는 2,464명(2009년 기준), 인구 밀도는 11명/km2이다.